# Gröden
Gröden é um município da Alemanha, situado no distrito de Elbe-Elster, no estado de Brandemburgo. Tem 22,14 km² de área, e sua população em 2019 foi estimada em 1.338 habitantes.